# キラウエア・カルデラ

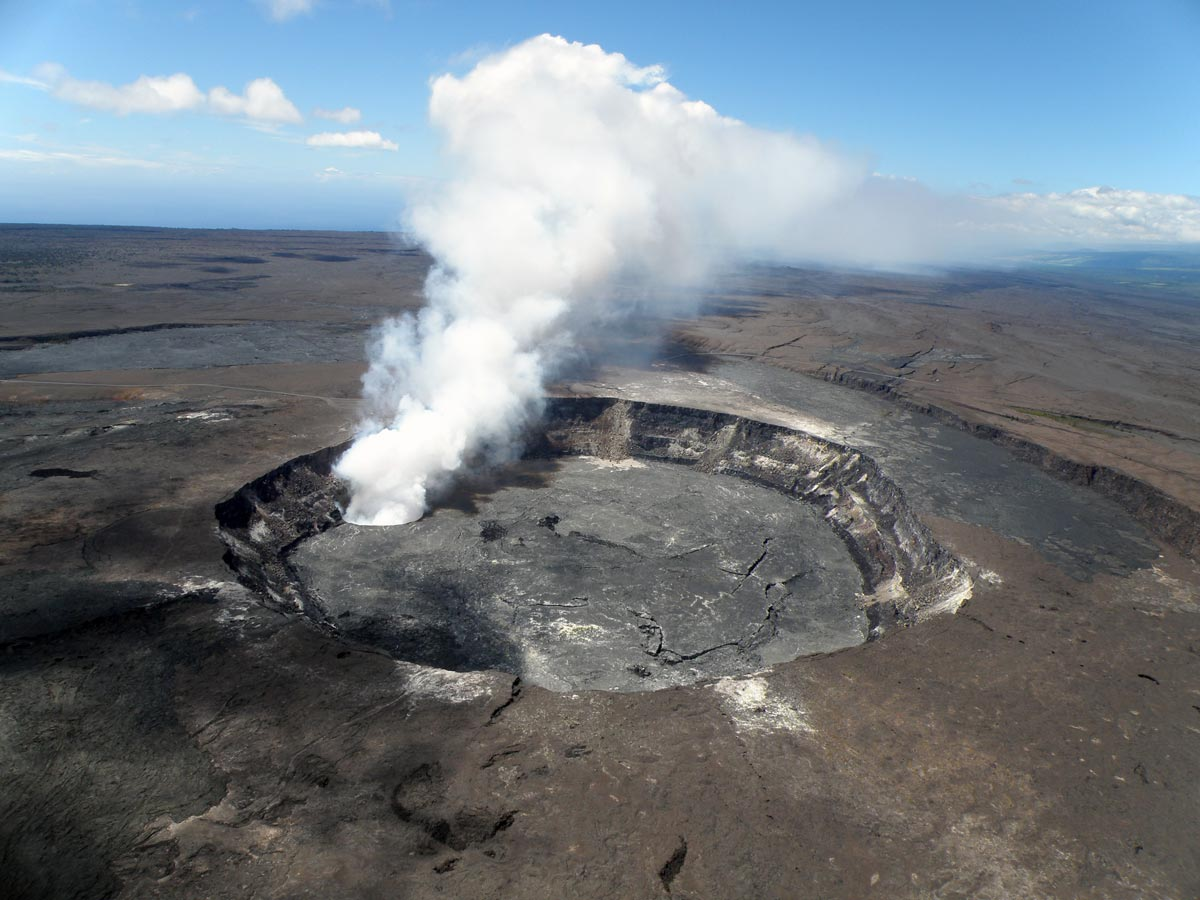
キラウエア・カルデラの中にはハレマウマウ火口があり、噴火が続く

キラウエア・カルデラ（英語: Kilauea Caldera）はアメリカ合衆国ハワイ州ハワイ島にあるキラウエア火山の主要カルデラで、ハレマウマウ火口を含んでいて、縦4.7キロメートル、横3.1キロ、深さ165メートルの巨大なカルデラである。

## カルデラ
キラウエア・カルデラはハワイ島にあるキラウエア火山の主要カルデラで（北緯19度24分59秒 西経155度16分17秒 / 北緯19.416492度 西経155.27132度）、縦4.7キロメートル、横3.1キロ、深さ165メートルで10.7平方キロメートルの巨大なカルデラである。海抜は1,222メートルにある。

## 歴史
キラウエア・カルデラはハワイへポリネシア人が移住して、居住するようになる頃の1,500〜2,000年前に、段階的に形成され始めた。 ハワイ居住者は、ハレマウマウとは異なるキラウエアという名前を使用するようになる。 その後のカルデラの形成は、16世紀と18世紀に崩壊と新たな形成へと続いた。
クレーター・リム・ロード上にあるハワイ火山観測所にある展望台からは、カルデラを見下ろすことができる。 

## 観光
キラウエア・カルデラにはいくつかのトレッキング・コースがあり、以前はいくつかの道から降りてカルデラ内をトレッキングできたが、ハレマウマウ火口の2008年の噴火以降、トレッキングが出来ない状態である。

## 交通
ハワイ火山国立公園の入り口へ入ったら、キラウエ・カルデラとキラウエアイキ火口の周りをめぐる火口周辺道路（Crater Rim Road）で右へ曲がり、ハワイ火山観測所・ジャガー博物館がある所の展望台でよく見える。

## 参照項目
- キラウエア火山
- ハレマウマウ火口
- ハワイ火山国立公園